# Axel Heinrich
Axel Heinrich (* 24. Dezember 1965 in Pinneberg) ist ein deutscher römisch-katholischer Theologe.

## Leben
Er studierte von 1985 bis 1998 katholische Theologie an der PTH Sankt Georgen und an der Universität Münster und von 1987 bis 1993 Philosophie und Geschichte an der Universität Hamburg. Nach der Promotion 2001 zum Dr. theol. an der Universität Münster ist er seit 2001 wissenschaftliche Mitarbeiter an der Professur für Katholische Theologie unter besonderer Berücksichtigung der Sozialwissenschaften und der Sozialethik an der Helmut-Schmidt-Universität. Von 2002 bis 2010 war er Dozent am Lehrerkolleg in Koszalin und an der Hochschule für Geisteswissenschaften und Ökonomie Łódź. Nach der Habilitation (Philosophische Grundfragen der Theologie) 2011 an der Universität Münster lehrt er dort als Privatdozent.

## Schriften
- Soziobiologie als kulturrevolutionäres Programm (= Ratio fidei. Band 6). Pustet, Regensburg 2001, ISBN 3-7917-1761-8 (zugleich Dissertation, Münster 2001).
- Schuld und Versöhnung. Zum Umgang mit belasteter Vergangenheit in systematisch-theologischen und pastoral-praktischen Diskursen seit dem Zweiten Vatikanum (= Schriftenreihe Gerechtigkeit und Frieden, ARB 95). Justitia et Pax, Bonn 2001, ISBN 3-932535-44-8.
- Denkmuster zur Eindämmung und zur Legitimation von Gewalt im Christentum und im Islam (= Schriftenreihe Gerechtigkeit und Frieden. Band 91). Dt. Kommiss. Justitia et Pax, Bonn 2006, ISBN 3-932535-93-6.
  - Denkmuster zur Eindämmung und zur Legitimation von Gewalt im Christentum und im Islam (= Schriftenreihe Gerechtigkeit und Frieden. Band 91). 2. Auflage, Dt. Kommiss. Justitia et Pax, Bonn 2006, ISBN 3-932535-93-6.
- Politische Medienethik. Zur friedensethischen Relevanz von Medienhandeln (= Theologie und Frieden. Band 37). Schöningh, Paderborn u. a. 2013, ISBN  3-506-77661-4 (zugleich Habilitationsschrift, Münster 2011).